# Eryngium heterophyllum
Eryngium heterophyllum är en flockblommig växtart som beskrevs av Georg George Engelmann. Eryngium heterophyllum ingår i släktet martornar, och familjen flockblommiga växter. Inga underarter finns listade i Catalogue of Life.